# عيدها
عَيدَها أو عايدة أو العايدة منطقة عراقية، في جنوب غرب قضاء السلمان في محافظة المثنى في جنوب غرب العراق، فيها آبار مِن طوال الحجرة التي هي مِن أهم آبار البادية العراقية، حتى سنة 1949 كان فهيا بئر واحدة ماؤها عذب بارد لطيف صيفاً عمقها 100 متر قعرها واسع جداً، قال عبد الجبار الراوي إنها "أطيب من مياه الأنهر والآبار مذاقاً وبرودة"، بينها وبين سادة البطن طريق ذو أرض وعرة طوله 12 كيلومتراً وبينها وبين الشبكة 129 كيلومتراً، وبينها وبين السلمان 77 أو 95 كيلومتراً. وبينها وبين النجف نحو 360 كيلومتراً، في شرق طريق زبيدة وبينهما 25 كيلومتراً، قال حمد الجاسر عيدها: ـ بفتح العين واسكان المثناة التحتية ، وفتح الدال المهملة والهاء بعدها ألف ـ : منهل في حدود العراق. وبعيدها مخفر عايدة الحدودي. وحقي عيدها تلٌّ في شرق آبار عيدها.
| الموقع                         | البعد كيلومتراً |
| النجف                          | 360 شمالاً      |
| الشبكة                         | 129 شمالاً      |
| الصفاوي                        | 42 شمالاً       |
| عدهان                          | 5 شمالاً        |
| درب زبيدة                      | 25 غرباً        |
| السلمان                        | 95 شمال الشرق  |
| سادة البطن                     | 12             |
| بركة الجميمة (برفحاء السعودية) | 35 جنوب الغرب  |